# 高野宮子
高野 宮子（たかの みやこ）は、漫画家。
1994年、角川書店『CIEL』Vol.2に掲載された「RALPH」でデビュー。代表作は『スプリング・ヒルの住人』、『ばら色の人生』など。
ボーイズラブ系同人誌と平行して商業誌にて中期連載を持つことが多い。とぼけた味わいのコメディ系がメイン。同人誌ではシリアス系のものも少なくない。

## 作品リスト

### 漫画
- Spoon （1995/7）
- 降ってきた男 （1999/4）
- スペースカウボーイの逆襲 （1997/8）
- スプリング・ヒルの住人 1-3 （2006/9/22-2007/7/24）
- 便利屋稼業―完全版 （2006/8/10）
- ばら色の人生 1-2 （2005/10/24-2006/4/24）
- 便利屋稼業（2005/9/5）
- フラワーガーデン（2004/10/24）
- 小鳩邸異聞（2004/8/5）
- 無頼猫 1-2（1999/9-2001/8）
- 愛の人―The loving man & some lovers suite （2000/6）